# Elsie Carrington
Elsie Carrington – geb. Weaver – (* 29. September 1919 in Walthamstow; † 3. März 2015 in Bournemouth) war eine englische Tischtennis-Nationalspielerin aus den 1950er und 1960er Jahren. Sie nahm an neun Weltmeisterschaften teil.

## Werdegang
Erst mit 28 Jahren begann Elsie Carrington mit dem Tischtennissport. Unter der Anleitung von Jack Carrington, ihrem späteren Ehemann, entwickelte sie sich zu einer der besten englischen Spielerinnen dieser Zeit.
Von 1948 bis 1965 nahm sie an neun Weltmeisterschaften teil. Ihr größter Erfolg war 1950 das Erreichen des Viertelfinales im Doppel, ansonsten kam sie nie in die Nähe von Medaillenrängen.
Zwei Titel im Doppel gewann sie bei den Nationalen Englischen Meisterschaften, nämlich 1960 mit Jean McCree und 1968 mit Jackie Billington (geb. Canham). 1990 wurde sie Senioren-Weltmeister im Einzel in der Altersklasse Ü70.

## Privat
Elsie Carrington war mit dem englischen Tischtennisnationalspieler Jack Carrington verheiratet.

## Turnierergebnisse
| Verband | Veranstaltung     | Jahr | Ort       | Land | Einzel       | Doppel        | Mixed        | Team |
| ------- | ----------------- | ---- | --------- | ---- | ------------ | ------------- | ------------ | ---- |
| ENG     | Weltmeisterschaft | 1965 | Ljubljana | YUG  | letzte 64    | Qual          | keine Teiln. |      |
| ENG     | Weltmeisterschaft | 1963 | Prag      | TCH  | letzte 128   | letzte 64     | letzte 64    |      |
| ENG     | Weltmeisterschaft | 1959 | Dortmund  | FRG  | letzte 64    | letzte 16     | letzte 16    |      |
| ENG     | Weltmeisterschaft | 1957 | Stockholm | SWE  | letzte 128   | keine Teiln.  | letzte 128   |      |
| ENG     | Weltmeisterschaft | 1955 | Utrecht   | NED  | Qual         | keine Teiln.  | Qual         |      |
| ENG     | Weltmeisterschaft | 1954 | Wembley   | ENG  | Qual         | letzte 32     | letzte 64    |      |
| ENG     | Weltmeisterschaft | 1950 | Budapest  | HUN  | letzte 32    | Viertelfinale | letzte 64    |      |
| ENG     | Weltmeisterschaft | 1949 | Stockholm | SWE  | letzte 64    | letzte 32     | letzte 64    |      |
| ENG     | Weltmeisterschaft | 1948 | Wembley   | ENG  | keine Teiln. | keine Teiln.  | P-Qual       |      |